# 崭新的一天
《崭新的一天》（英語：New Day）是一首由美国录音艺术家艾莉西亚·凯斯演唱的歌曲，出自其第五张录音室专辑《烈火女孩》。